# Magyar Örökség díj
A Magyar Örökség díjat Farkas Balázs, Fekete György és Makovecz Imre javaslatára a Magyarországért Alapítvány kuratóriuma hozta létre 1995-ben. A Magyar Örökség díj gondozását 2003-tól a Magyar Örökség és Európa Egyesület vette át. A díj azon magyar intézményeknek, csoportoknak adható, akik tevékenységükkel hozzájárultak a magyar kultúra, gazdaság, sport, tudomány, azaz a magyar társadalom erkölcsi, szellemi felemeléséhez. Ezek együttesen alkotják a magyarság „láthatatlan szellemi múzeumát”.
A díj történetének első öt évében 1945 utáni teljesítményeket díjazott a Bírálóbizottság. A későbbiekben ez a határ a XX. század elejéig, (illetve esetenként a kiegyezésig) nyúlik vissza.
A kitüntetést odaítélő díjbizottság elnöke az indulástól 2000-es államfővé választásáig Mádl Ferenc, 2000-től pedig Hámori József lett. Az első díjkiosztásra 1995. december 21-én a Magyar Nemzeti Múzeum dísztermében került sor. A díjátadásra azóta folyamatosan évente négy alkalommal kerül sor.
A Magyar Örökség díj kitüntetettjeinek kiválasztása az alulról építkező demokrácia elvén és gyakorlatán alapszik: mindenkinek módjában áll díjra javasolni az általa érdemesnek tartott személyt, együttest, intézményt, teljesítményt. A Magyar Örökség díj bírálóbizottsága kizárólag az így beérkezett javaslatokból választja ki a díjazandókat. Évente négy alkalommal, esetenként hét-hét díjat osztanak ki. Kulturális műsor keretében kerül kiosztásra a Magyar Örökség díj.

## A jelölés
A jelölés módja: bárki tehet javaslatot, függetlenül az állampolgárságtól, bárhonnan az összmagyarság területéről. A javaslatokat az ún. „Ezüstkönyvben” gyűjtik, mely egy számítógépes adatbázis, amiben négy csoportra bontva (személyek, csoportok, intézmények, alkotások) tartják nyilván a jelölteket. Az Ezüstkönyvből a bíráló bizottság választja ki az aktuális díjazottakat.

## A bíráló bizottság
A bíráló bizottság tagjai évente 12 alkalommal ülnek össze, március, június, szeptember és december hóban. Egy-egy díjátadáshoz három összejövetel tartozik.
- Az elsőn történik a beérkezett állampolgári javaslatok elbírálása, majd titkos szavazás útján először 10, majd további szűkítéssel az aktuális 7 jelölt kiválasztása. Ugyanekkor fogalmazzák meg az oklevelek szövegét, majd összeállítják a díjátadáshoz kötődő kulturális programot.
- Körülbelül két hét múlva kerül sor a laudációk meghallgatására – a közbülső időben intenzív szervezőmunka folyik.
- A kérdéses hó utolsó előtti szombatján kerül sor a díjkiosztó ünnepségre, mely szigorú forgatókönyv szerint történik. A forgatókönyvet megkapják a bizottsági tagok, az adott helyszín rendezői, az újságírók, eseményrögzítők, az MTI-s, rádiós és TV-s tudósítók.

### A bírálóbizottság tagjai

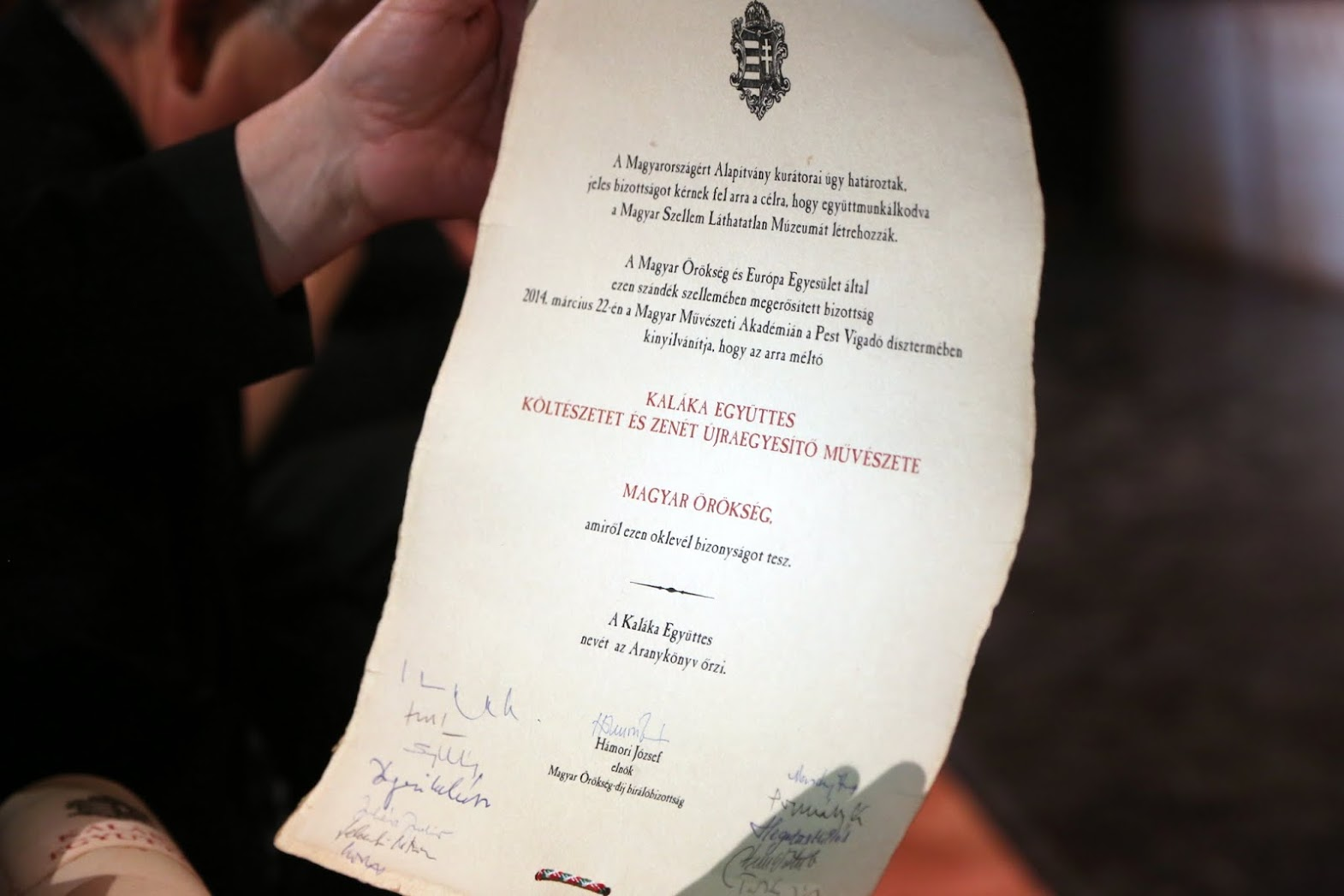
A Kaláka együttes Magyar Örökség díja

Dr. Hámori József neurobiológus, a bizottság elnöke, Juhász Judit újságíró, a bizottság alelnöke. Tagok: B. Kovács István történész, író, főszerkesztő, dr. Csorba László történész, muzeológus, dr. Deák Ernő történész, a Bécsi Napló főszerkesztője, Dragonits Márta belsőépítész, dr. Gazda István tudomány- és művelődéstörténész, Hegedűs Miklós matematikus, Jelenczki István filmrendező, képzőművész, Kernács Gabriella művészettörténész, Kubik Anna színművész, Novotny Zoltán sportújságíró, Ódor László művelődéstörténész, Poprády Géza könyvtáros, Rókusfalvy Pál pszichológus, Sipka László villamosmérnök, mérnök-közgazdász, technikatörténész, Spányi Antal római katolikus megyés püspök, Sunyovszky Szilvia színművész, dr. Takács József neurobiológus, dr. Tóthpál József művelődéskutató, Varga Csaba jogfilozófus, Vári Fábián László költő, író, főszerkesztő, Veres-Kovács Attila református lelkész (Nagyvárad), Zelényiné dr. Kováts Annamária alkalmazott nyelvész, tanár, Zelnik József etnográfus. A bizottság tiszteletbeli tagjai: dr. Benkő Samu irodalomtörténész (Kolozsvár), dr. Dávid Katalin művészettörténész, Jókai Anna író, Németh Magda tanár. A bizottság örökös tagjai: dr. Balogh János zoológus, ökológus professzor, dr. Schulek Ágoston tanár.
A bizottság tagjai anyagi juttatásban nem részesülnek.

## A díj átadása
A díjak átadása évente négy alkalommal történik, melynek során a bíráló bizottság elnöke ismerteti a Magyar Örökség díj céljait, majd laudációk elhangzása után a díjátadók sorban átadják az oklevelet, mely kifejezi, hogy a díjazott életműve vagy tevékenysége része a magyar örökségnek. A díjazottak nevét és a laudációkat az ún. „Aranykönyv” őrzi.
A díjátadást valamelyik díjazott beszéde, esetleg egy posztumusz díjazott művének felolvasása, illetve egy díjazott kórus rövid műsora követi.
A díj nem jár pénzjutalommal, a díjazott eredményeit oklevélben örökítik meg, amelyet 1999 óta kis arany díszjelvény egészít ki. A kitüntetettek egy merített papírból készült díszes oklevelet kapnak, valamint egy jelvényt, amely a magyar Szent Koronát ábrázolja. A díj az adott város presztízsét növeli.

## Néhány díjazottat bemutató galéria
Az eddigi díjazottak listája a Magyar Örökség díj honlapján található.
A Magyarországért Alapítvány kurátorai úgy határoztak, jeles bizottságot kérnek fel arra a célra, hogy együtt munkálkodva a „Magyar Szellem Láthatatlan Múzeumát" létrehozzák.…

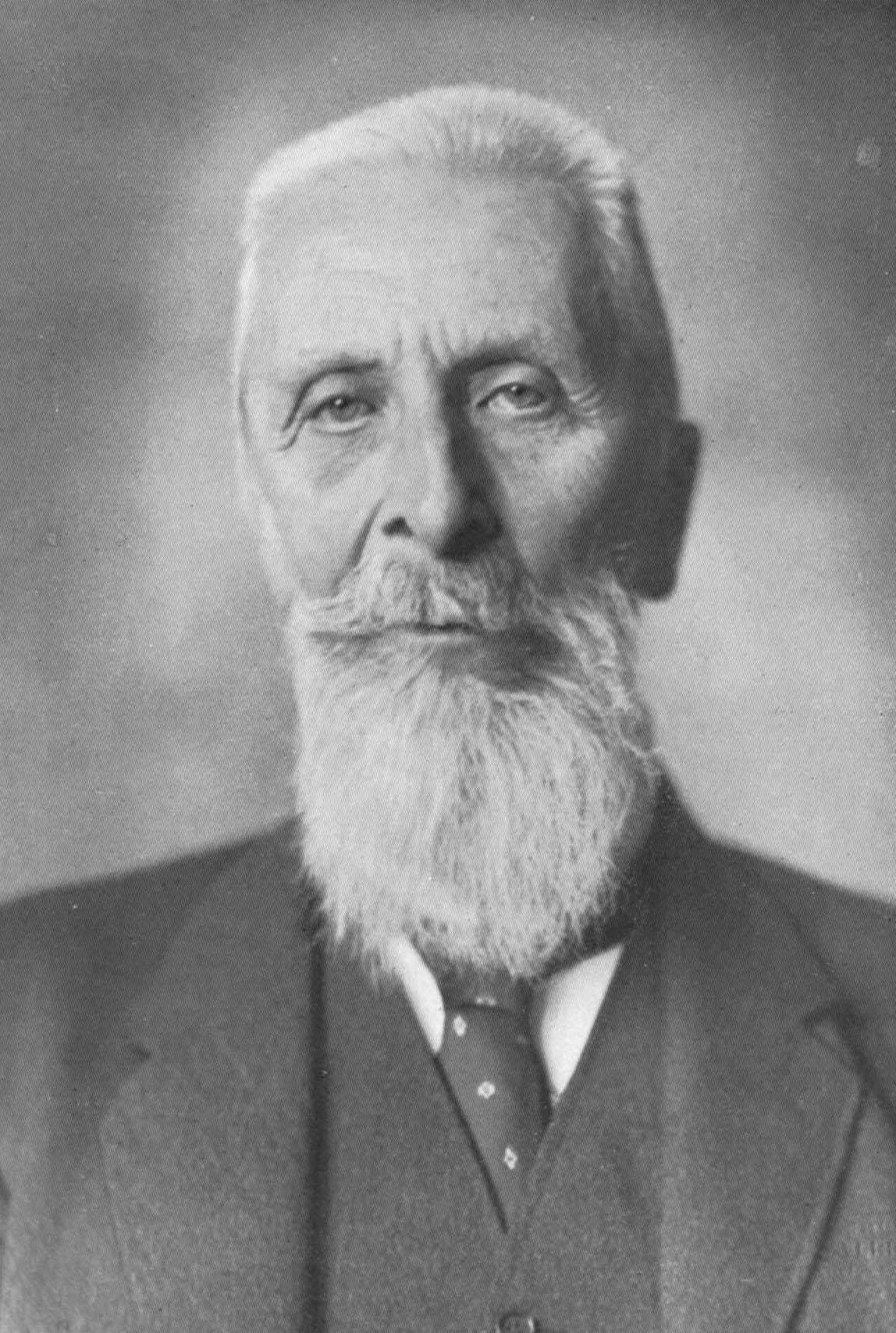
Apponyi Albert a Magyar Tudományos Akadémia tagja (2015)
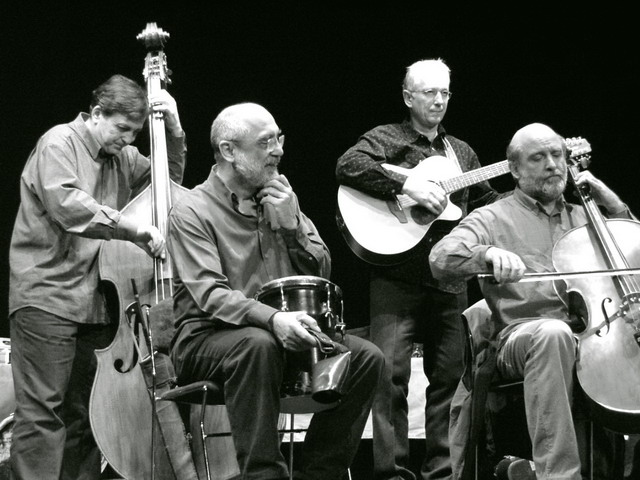
Kaláka (2014)
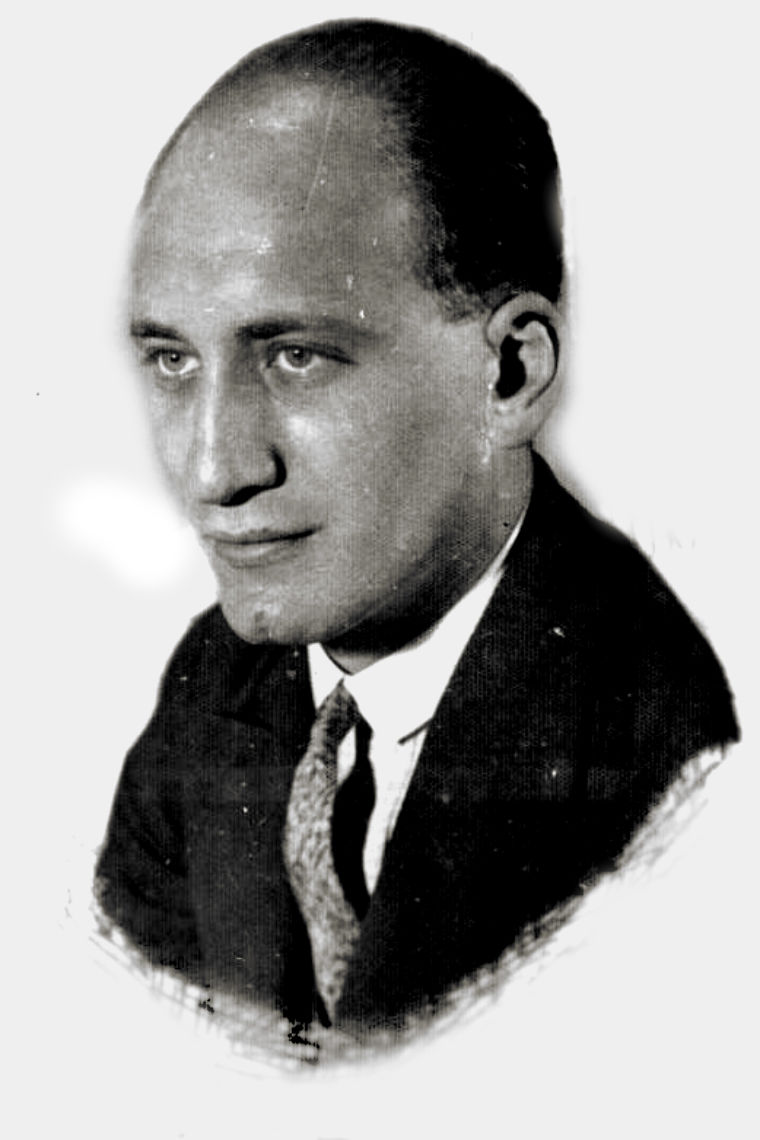
Rejtő Jenő író, kabarészerző (2013)
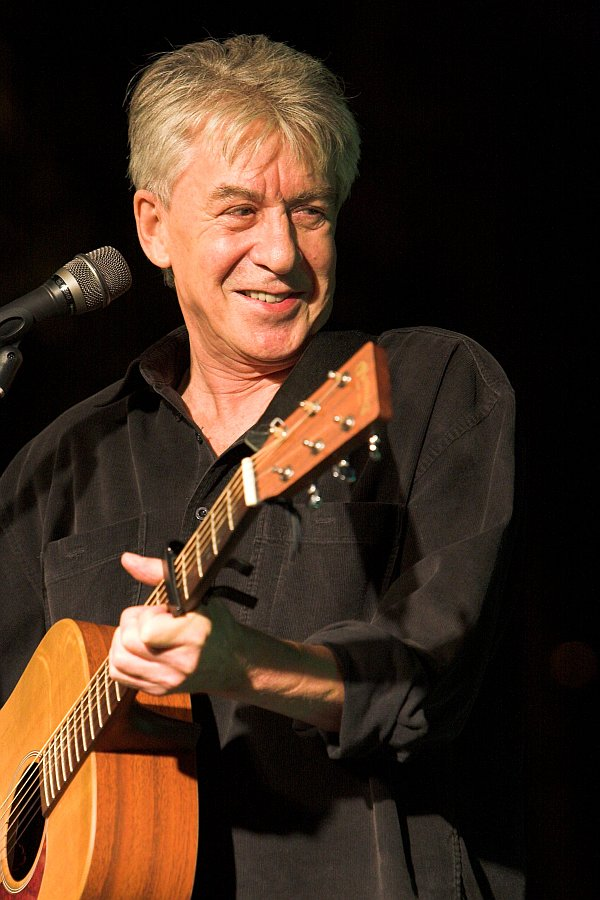
Cseh Tamás zeneszerző (2009)
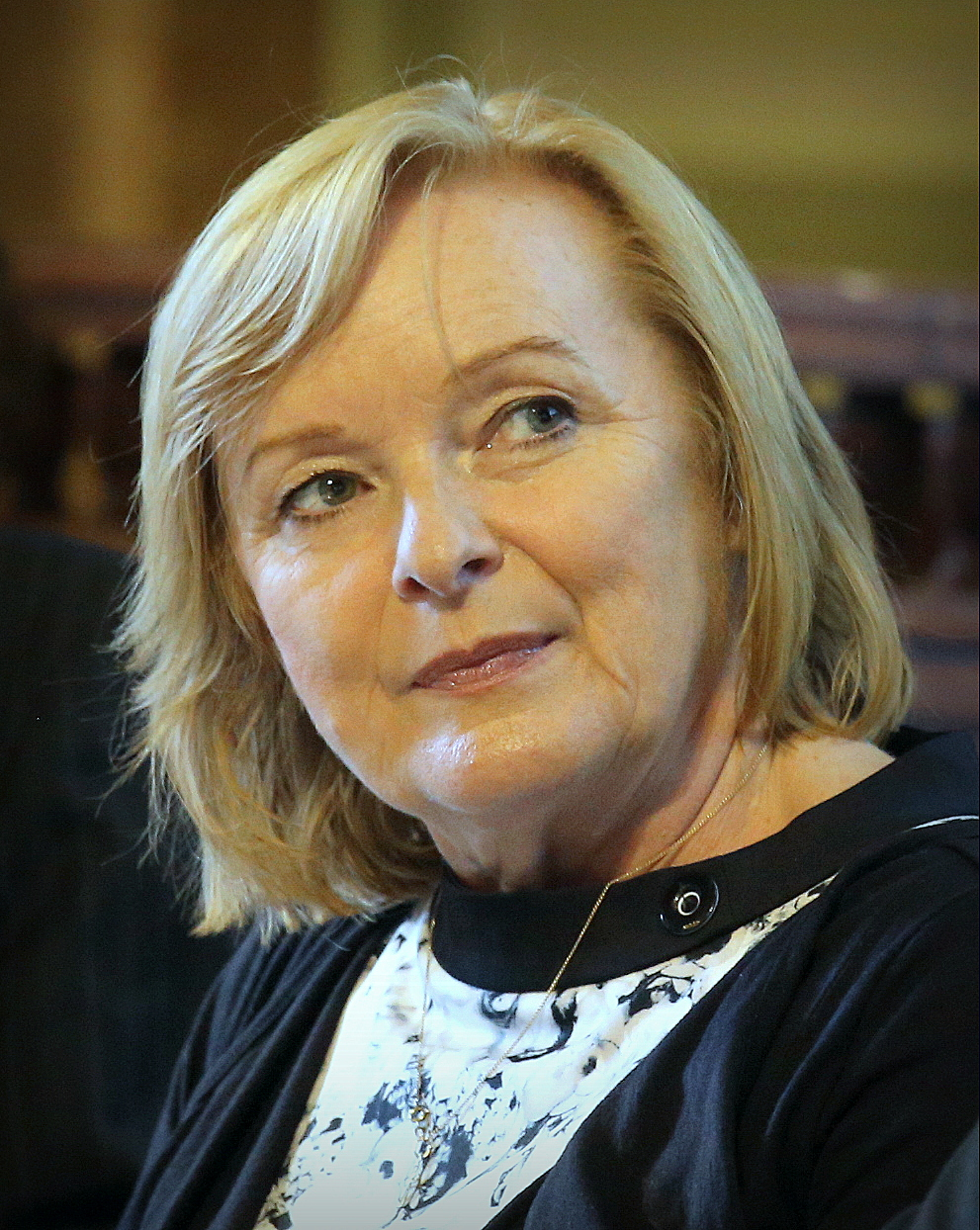
Kubik Anna színművész (2007)
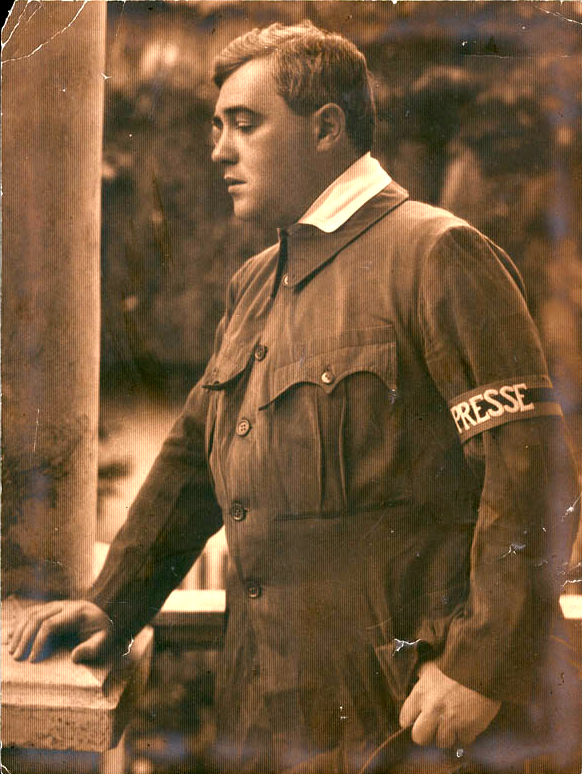
Molnár Ferenc író (2005)
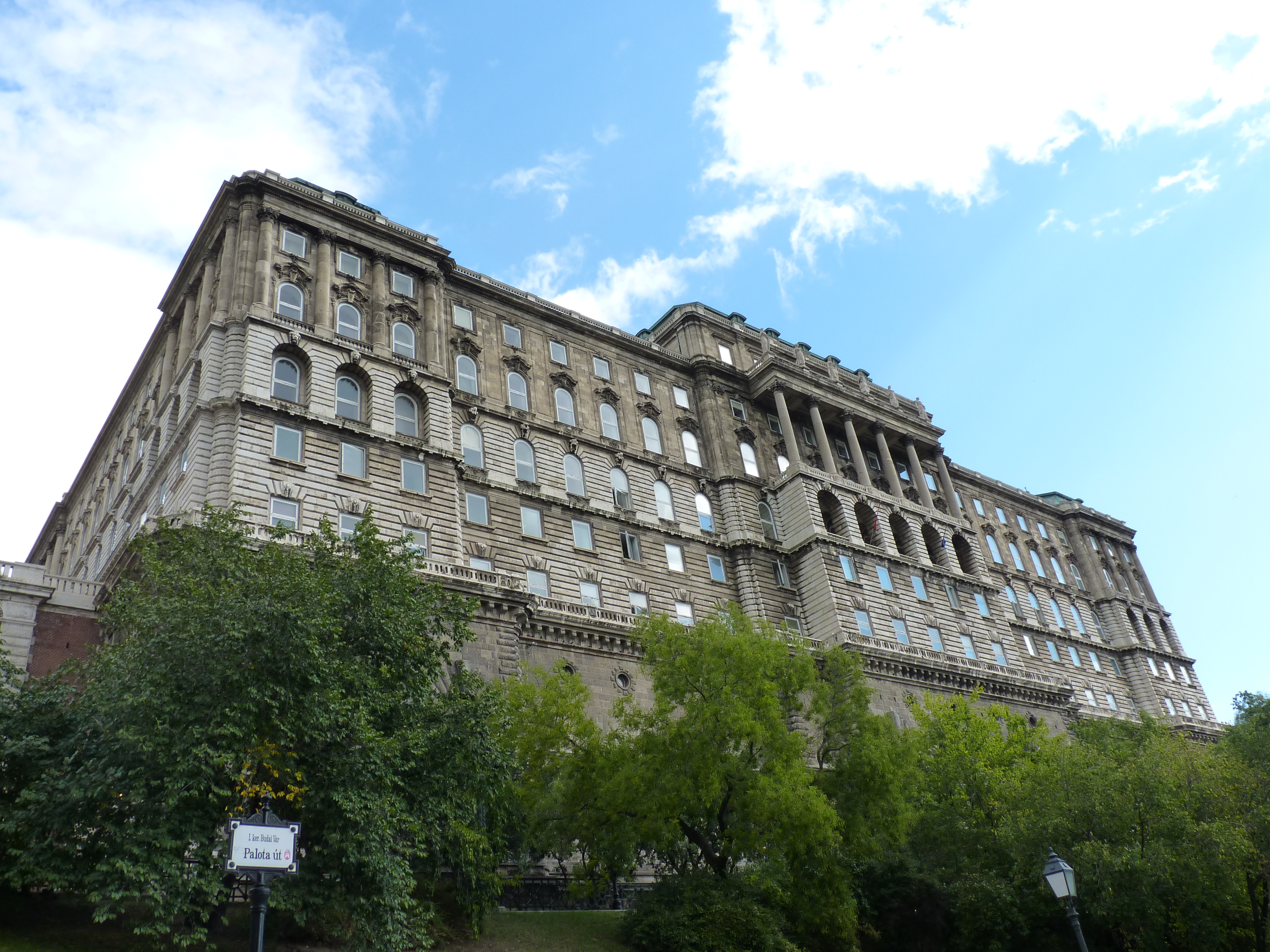
Országos Széchényi Könyvtár (2002)
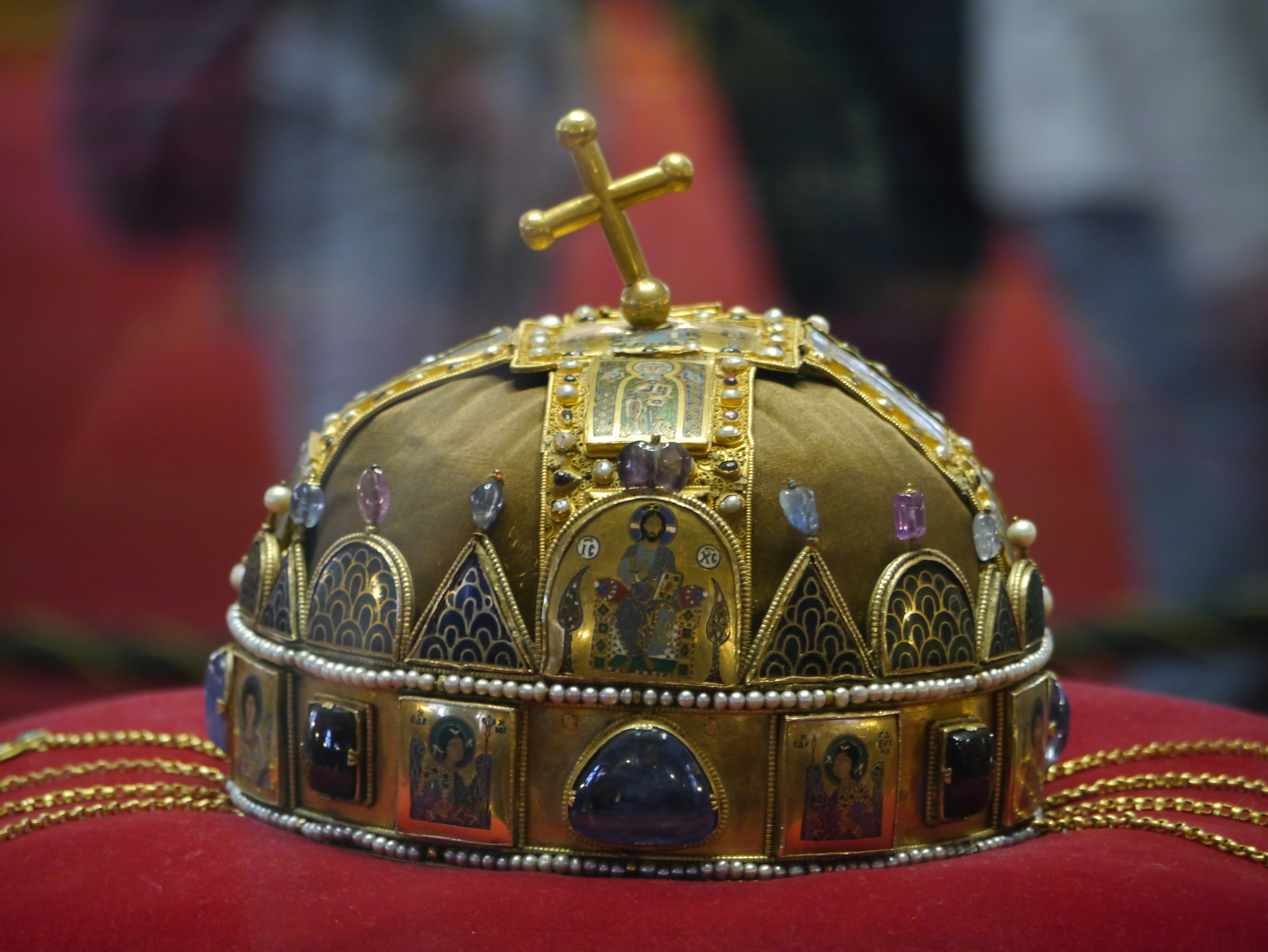
A Szent Korona (1999)
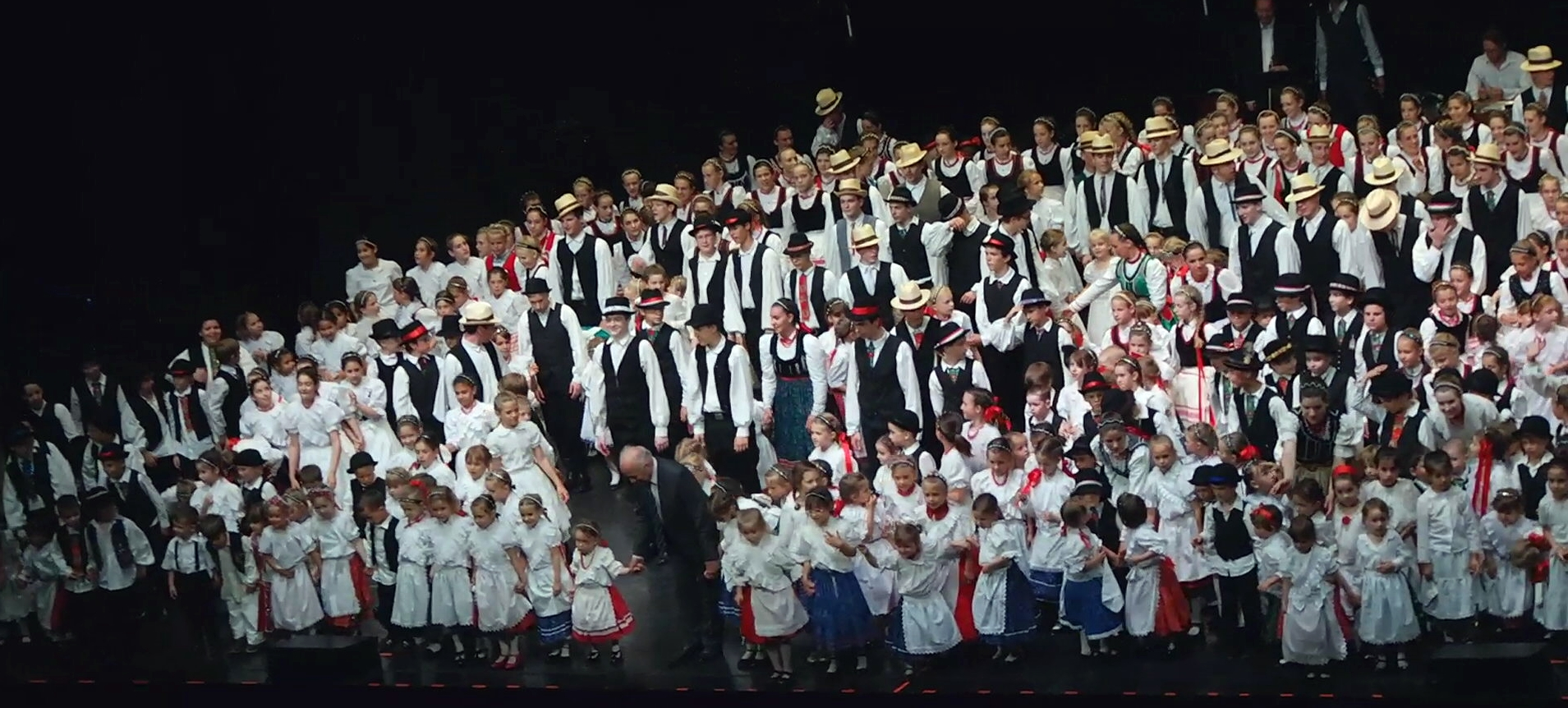
Csillagszemű Gyermektáncegyüttes (1998)
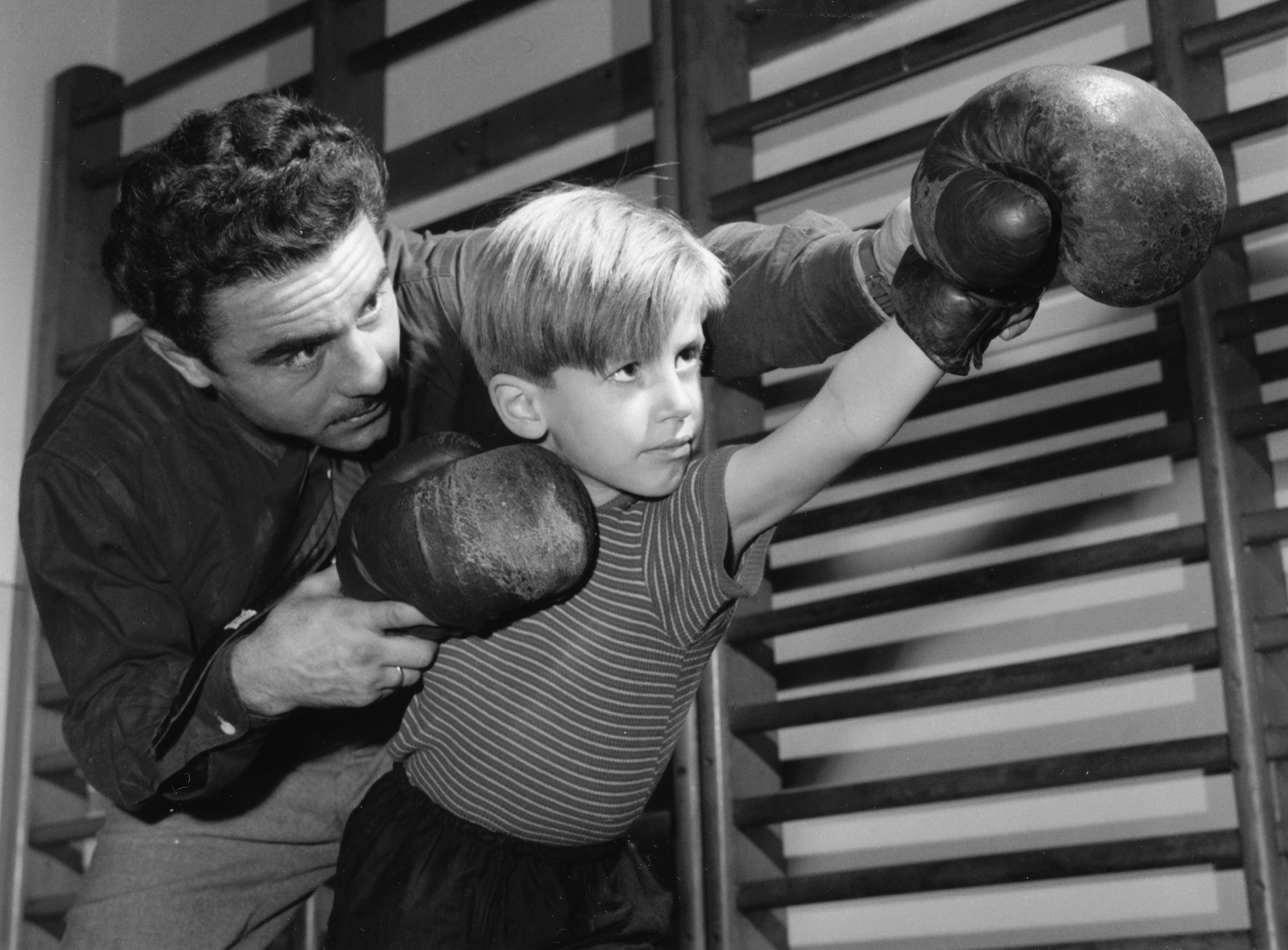
Papp László ökölvívó (1995)